# Curcuma oligantha
Curcuma oligantha là một loài thực vật có hoa trong họ Gừng. Loài này được Henry Trimen mô tả khoa học đầu tiên năm 1885.

## Phân bố
Loài này có tại Sri Lanka, miền nam Ấn Độ, Myanmar.

## Mô tả
Mô tả theo mẫu vật tìm thấy tại Uma-oya, gần sông Mahaweli, tây bắc Badulla, tỉnh Central (nay thuộc tỉnh Uva), Sri Lanka vào tháng 10 năm 1884.
Nhỏ, củ thuôn dài-hình trứng hay hình thoi, dài khoảng 1-1,5 inch (2,5-3,8 cm); lá có cuống, cuống lá nở ra thành bẹ dài ở phía dưới; phiến  lá hình trái xoan, nhọn hai đầu, dài 5-7 inch (13-18 cm), gợn sóng nhiều, nhẵn nhụi, mỏng, màu xanh lục nhạt tươi trong suốt, với các gân khác biệt và gân con chạy dọc; cán hoa xuất hiện với chồi lá mới, mọc ra từ nách của một trong các vảy sát gốc của nó, ngắn và thanh mảnh, với 2-3 vảy tù màu nâu, kết thúc bằng một cành hoa bông thóc rất tiêu giảm gồm 4-6 lá bắc nhọn thon mọc thẳng, dài ~ 1 inch (2,5 cm), màu xanh lục nhạt, tất cả đều mang hoa; hoa rất ít, lớn, mọc thẳng, dài như cành hoa, màu trắng, mỗi lần chỉ nở một bông mỗi cụm hoa, nằm cao hơn lá bắc nên cán hoa thoạt nhìn như chỉ có 1 hoa; ống tràng dài 1 inch (2,5 cm), thanh mảnh, màu trắng; các đoạn dài, nhọn thon-tù, ánh hồng, đoạn sau hơi dài hơn và nhọn hơn, hình cánh hoa; nhị lép gần nhọn, nhăn, màu trắng; cánh môi lớn và rộng, xẻ 2 thùy khá sâu, màu trắng, với vết màu vàng chanh ở họng; bao phấn ngắn; cựa ở gốc khá dài, cong; hạt không áo hạt, thuôn dài, màu xám, bóng.
Có quan hệ họ hàng gần với C. albiflora, và tương tự loài này ở chỗ không có túm lá bắc không hoa ở trên cùng.